# Koh-Lanta : L'Île au trésor
 (février 2025).
- Si vous ne connaissez pas le sujet, laissez ce bandeau (vous pouvez alors contacter les auteurs).
- Si vous supprimez le contenu mis en cause (vous pouvez préalablement contacter les auteurs),

argumentez précisément cette suppression dans la page de discussion
(un manque de référence n'est pas un argument ; une recherche réelle de référence doit avoir été effectuée, être formellement documentée).
 (février 2025).
Si vous disposez d'ouvrages ou d'articles de référence ou si vous connaissez des sites web de qualité traitant du thème abordé ici, merci de compléter l'article en donnant les références utiles à sa vérifiabilité et en les liant à la section « Notes et références ».
 (juin 2025).
Koh-Lanta : L'Île au trésor est la 16e édition régulière de l'émission de téléréalité Koh-Lanta, diffusée sur TF1 et Tahiti Nui TV du 26 août au 9 décembre 2016. La procédure de sélection des candidats a démarré fin juillet 2015, et l'émission a été tournée en mai et juin 2016 au Cambodge.
La principale nouveauté de cette saison est l'« île au trésor », remplaçant l'île aux colliers instaurée lors de la saison précédente, et sur laquelle est caché un « anneau en or » qui offrit une place directe en finale à Benoît, le candidat qui l'a trouvé durant l'épisode 8,. Des colliers d'immunité ont toutefois été proposés au cours de l'aventure. Fait assez rare sur Koh-Lanta, cette saison n’a connu aucun abandon, qu’il soit médical ou volontaire.
Les deux tribus initiales étaient Naga pour les jaunes et Sambor pour les rouges. Benoît a remporté cette édition face à Jesta en recueillant tous les votes de la finale et remporte ainsi les 100 000 euros.

## Nouveautés
- Si vous ne connaissez pas le sujet, laissez ce bandeau (vous pouvez alors contacter les auteurs).
- Si vous supprimez le contenu mis en cause (vous pouvez préalablement contacter les auteurs),

argumentez précisément cette suppression dans la page de discussion
(un manque de référence n'est pas un argument ; une recherche réelle de référence doit avoir été effectuée, être formellement documentée).
- Sur l'île au trésor, un coffre contenant l'anneau en or est enterré dans le sable. Pour trouver l'emplacement de ce coffre, le candidat doit d'abord trouver 10 balises successives, chacune contenant une pièce de métal indiquant la direction de la balise suivante et permettant d'ouvrir le coffre. L'aventurier allant sur l'île au trésor désigne son successeur parmi les gagnants du jeu de confort. Trouver l'anneau d'or permet de s'assurer une place parmi les 5 finalistes.
- Lors des tirages au sort, les boules blanches et noires sont remplacées par des petites statuettes à ouvrir.
- Les colliers d'immunité, secrètement gagnés, ne sont pas nécessairement personnels mais peuvent servir à protéger un candidat au choix.
- Les votes noirs ne sont plus anonymes, ils sont écrits sur un bulletin noir pour les distinguer des autres votes.
- Lors du 6e épisode, une épreuve individuelle d'immunité est organisée parmi les seuls membres de la tribu rouge.
- Le graphisme et l'aspect visuel du générique ont été modifiés dans cette saison.

## Candidats
- Si vous ne connaissez pas le sujet, laissez ce bandeau (vous pouvez alors contacter les auteurs).
- Si vous supprimez le contenu mis en cause (vous pouvez préalablement contacter les auteurs),

argumentez précisément cette suppression dans la page de discussion
(un manque de référence n'est pas un argument ; une recherche réelle de référence doit avoir été effectuée, être formellement documentée).
 (août 2025).
Les candidats de cette saison sont au nombre de 20 et ils sont âgés de 19 à 56 ans[réf. nécessaire]
| Candidats | Candidats | Profession                              | Âge    | Localisation        | Tribu                                                                         | Jury final | Départ    |
| --------- | --------- | --------------------------------------- | ------ | ------------------- | ----------------------------------------------------------------------------- | ---------- | --------- |
| ♀         | Myriam    | Serveuse dans une discothèque           | 36 ans | Alpes-Maritimes     | - Sambor (jour 1 – 3)                                                         |            | Éliminée  |
| ♀         | Amandine  | Commerciale                             | 33 ans | Bas-Rhin            | - Naga (jour 1 – 6)                                                           | Éliminée   |           |
| ♀         | Sophie    | Commerciale                             | 48 ans | Drôme               | - Sambor (jour 1 – 9)                                                         | Éliminée   |           |
| ♀         | Sandrine  | Infirmière                              | 33 ans | Côte-d'Or           | - Naga (jour 1 – 12)                                                          | Éliminée   |           |
| ♂         | Laurent   | Chef d'entreprise                       | 36 ans | Nord                | - Sambor (jour 1 – 15)                                                        | Éliminé    |           |
| ♂         | Jean-Luc  | Préparateur de moto                     | 50 ans | Var                 | - Naga (jour 1 – 13) - Sambor (jour 13 – 18)                                  | Éliminé    |           |
| ♂         | Jérôme    | Entrepreneur                            | 44 ans | Doubs               | - Naga (jour 1 – 20)                                                          | Éliminé    |           |
| ♂         | Lau       | Responsable commercial                  | 30 ans | Essonne             | - Sambor (jour 1 – 20) - Tribu réunifiée (jour 20 – 21)                       | 1er membre | Éliminé   |
| ♀         | Béryl     | Photographe                             | 30 ans | Loire-Atlantique    | - Naga (jour 1 – 20) - Tribu réunifiée (jour 20 – 24)                         | 2e membre  | Éliminée  |
| ♀         | Alexandra | Responsable d'une agence de recrutement | 40 ans | Hauts-de-Seine      | - Naga (jour 1 – 20) - Tribu réunifiée (jour 20 – 27)                         | 3e membre  | Éliminée  |
| ♂         | Yannick   | Garde-champêtre                         | 41 ans | Pas-de-Calais       | - Naga (jour 1 – 20) - Tribu réunifiée (jour 20 – 30)                         | [ n° 1 ]   | Éliminé   |
| ♀         | Julie     | Assistante dentaire                     | 38 ans | Pyrénées-Orientales | - Sambor (jour 1 – 20) - Tribu réunifiée (jour 20 – 32)                       | 4e membre  | Éliminée  |
| ♂         | Jérémy    | Diplômé en marketing                    | 26 ans | Paris               | - Naga (jour 1 – 20) - Tribu réunifiée (jour 20 – 33)                         | 5e membre  | Éliminé   |
| ♂         | Stéphane  | Facteur                                 | 45 ans | Bouches-du-Rhône    | - Sambor (jour 1 – 20) - Tribu réunifiée (jour 20 – 36)                       | 6e membre  | Éliminé   |
| ♀         | Ludivine  | En recherche d'emploi                   | 31 ans | Meurthe-et-Moselle  | - Sambor (jour 1 – 13) - Naga (jour 13 – 20) - Tribu réunifiée (jour 20 – 39) | 7e membre  | Éliminée  |
| ♀         | Candice   | Étudiante en psychomotricité            | 19 ans | Isère               | - Sambor (jour 1 – 20) - Tribu réunifiée (jour 20 – 40)                       | 8e membre  | Éliminée  |
| ♂         | Bruno     | Artisan décorateur                      | 56 ans | Yvelines            | - Sambor (jour 1 – 20) - Tribu réunifiée (jour 20 – 40)                       | 9e membre  | Éliminé   |
| ♂         | Freddy    | Chauffeur de bus                        | 28 ans | Val-de-Marne        | - Naga (jour 1 – 20) - Tribu réunifiée (jour 20 – 41)                         | 10e membre | Éliminé   |
| ♀         | Jesta     | Étudiante en ressources humaines        | 24 ans | Haute-Garonne       | - Naga (jour 1 – 20) - Tribu réunifiée (jour 20 – 42)                         |            | Finaliste |
| ♂         | Benoît    | Entraineur de football                  | 22 ans | Morbihan            | - Sambor (jour 1 – 20) - Tribu réunifiée (jour 20 – 42)                       | Gagnant    |           |

Notes :

## Déroulement
- Si vous ne connaissez pas le sujet, laissez ce bandeau (vous pouvez alors contacter les auteurs).
- Si vous supprimez le contenu mis en cause (vous pouvez préalablement contacter les auteurs),

argumentez précisément cette suppression dans la page de discussion
(un manque de référence n'est pas un argument ; une recherche réelle de référence doit avoir été effectuée, être formellement documentée).

### Bilan par épisode
| Épisode              | Diffusion         | Épreuves                | Épreuves            | Exils sur l'île au trésor | Conseil       | Conseil       | Conseil |
| Épisode              | Diffusion         | Confort                 | Immunité            | Exils sur l'île au trésor | Éliminé       | Vote          | Départ  |
| -------------------- | ----------------- | ----------------------- | ------------------- | ------------------------- | ------------- | ------------- | ------- |
| 1er épisode          | 26 août 2016      | Naga                    | Naga                | Jean-Luc                  | Myriam        | 9-1           | Jour 3  |
| 2e épisode           | 2 septembre 2016  | Naga                    | Sambor              | Yannick                   | Amandine      | 7-3           | Jour 6  |
| 3e épisode           | 9 septembre 2016  | Naga                    | Naga                | Béryl                     | Sophie        | 8-1-1         | Jour 9  |
| 4e épisode           | 16 septembre 2016 | Naga                    | Sambor              | Jérémy                    | Sandrine      | 7-2-1         | Jour 12 |
| 5e épisode           | 23 septembre 2016 | Naga                    | Naga                | Yannick                   | Laurent       | 5-3-1         | Jour 15 |
| 6e épisode           | 30 septembre 2016 | Sambor                  | Naga                | Benoît                    | Jean-Luc      | 6-1-1         | Jour 18 |
| 7e épisode           | 14 octobre 2016   | Sambor                  | Bruno               |                           | Lau           | 7-6-1-1       | Jour 21 |
| 8e épisode           | 21 octobre 2016   | Benoît                  | Candice             | Benoît                    | Béryl         | 7-5-1         | Jour 24 |
| 9e épisode           | 28 octobre 2016   | Équipe de Bruno         | Jérémy              |                           | Alexandra     | 6-2-1-1-1     | Jour 27 |
| 10e épisode          | 4 novembre 2016   | Jesta                   | Ludivine            | Yannick                   | 5-3-2-1       | Jour 30       |         |
| 11e épisode          | 18 novembre 2016  | Benoît                  | Stéphane            | Jérémy                    | 5-2-1-1       | Jour 33       |         |
| 12e épisode          | 25 novembre 2016  | Candice                 | Candice             | Stéphane                  | 4-4-1/4-3     | Jour 36       |         |
| 13e épisode          | 2 décembre 2016   | Ludivine                | Freddy              | Ludivine                  | 4-2-1         | Jour 39       |         |
|                      |                   | Épreuve d'orientation   | Épreuve des poteaux | Conseil final             | Conseil final | Conseil final |         |
| 14e épisode (finale) | 9 décembre 2016   | Freddy, Jesta et Benoît | Benoît              | Benoît                    | 10-0          | Gagnant       |         |

|                    | Type d'épreuve    | Gagnant  | Perdant | Épisode | Détails   |
| ------------------ | ----------------- | -------- | ------- | ------- | --------- |
| Épreuves spéciales | Initiale          | Jean-Luc | Aucun   | 1er     | [ n° 12 ] |
| Épreuves spéciales | Immunité spéciale | Benoît   | Aucun   | 6e      | [ n° 13 ] |
| Épreuves spéciales | Éliminatoire      | Stéphane | Julie   | 11e     | [ n° 14 ] |
| Épreuves spéciales | Pénalité,         | Candice  | Jesta   | 12e     | [ n° 17 ] |

#### Objets d'immunité
| Objets              | Circonstance  | Propriétaire             | Utilisation  | Utilisation  | Utilisation  | Votes annulés |
| Objets              | Circonstance  | Propriétaire             | Statut       | Jour         | Épisode      | Votes annulés |
| ------------------- | ------------- | ------------------------ | ------------ | ------------ | ------------ | ------------- |
| Colliers d'immunité | Message       | Benoît (jour 12 — 21)    | Utilisé      | 21e          | 7e           | 0/15          |
| Colliers d'immunité | Message       | Alexandra (jour 12 — 27) | Non utilisée | Non utilisée | Non utilisée | Non utilisée  |
| Anneau d'or         | Île au trésor | Benoît (jour 23 — 40)    | Utilisé      | 24e          | 8e           | 7/13          |

Notes :

### Détail des éliminations
| ► Épisode     | 1      | 2         | 3       | 4         | 5         | 6        | 7      | 7        | 8      | 9         | 10      | 11    | 11       | 12       | 12       | 13       | 14      | 14    | 14     | Finaliste  | Vainqueur  |  |  |
| ► Éliminé(e)s | Myriam | Amandine  | Sophie  | Sandrine  | Laurent   | Jean-Luc | Jérôme | Lau      | Béryl  | Alexandra | Yannick | Julie | Jérémy   | Stéphane | Stéphane | Ludivine | Candice | Bruno | Freddy | Jesta      | Benoît     |  |  |
| ► Votes       | 9/10   | 7/10      | 8/10    | 7/10      | 5/9       | 6/8      | 0      | 7/15     | 5/13   | 6/11      | 5/11    | 0     | 5/9      | /        | 4/7      | 4/7      | 0       | 0     | 1      | 0/10       | 10/10      |  |  |
| ▼ Candidats   | Votes  | Votes     | Votes   | Votes     | Votes     | Votes    | Votes  | Votes    | Votes  | Votes     | Votes   | Votes | Votes    | Votes    | Votes    | Votes    | Votes   | Votes | Votes  | Votes      | Votes      |  |  |
| Benoît        | Myriam |           | Sophie  |           | Laurent   | Jean-Luc |        | Jérémy   | Béryl  | Alexandra | Yannick |       | Freddy   | Stéphane | Stéphane | Ludivine |         |       | Freddy | Jury final | Jury final |  |  |
| Jesta         |        | Alexandra |         | Alexandra |           |          |        | Lau      | Benoît | [ n° 32 ] | Julie   |       | Ludivine | Stéphane | Stéphane | Ludivine |         |       |        | Jury final | Jury final |  |  |
| Freddy        |        | Alexandra |         | Sandrine  |           |          |        | Lau      | Benoît | Bruno     | Julie   |       | Jérémy   | Stéphane | Stéphane | Ludivine |         |       |        |            | Benoît     |  |  |
| Bruno         | Myriam |           | Sophie  |           | Julie     | Jean-Luc |        | Jérémy   | Béryl  | Alexandra | Yannick |       | Jérémy   | Freddy   | Freddy   | Jesta    |         |       |        |            | Benoît     |  |  |
| Candice       | Myriam |           | Sophie  |           | Laurent   | Jean-Luc |        | Jérémy   | Béryl  | Alexandra | Yannick |       | Jérémy   | Stéphane | Stéphane | Ludivine |         |       |        |            | Benoît     |  |  |
| Ludivine      | Myriam |           | Sophie  |           | [ n° 33 ] |          |        | Lau      | Benoît | Bruno     | Candice |       | Jérémy   | Freddy   | Freddy   | Jesta    |         |       |        |            | Benoît     |  |  |
| Stéphane      | Myriam |           | Sophie  |           | Julie     | Jean-Luc |        | Jérémy   | Béryl  | Alexandra | Yannick |       | Jérémy   | Freddy   | Freddy   | Freddy   |         |       |        |            | Benoît     |  |  |
| Jérémy        |        | Amandine  |         | Sandrine  |           |          |        | Lau      | Benoît | Alexandra | Freddy  |       | Freddy   | Freddy   |          |          |         |       |        |            | Benoît     |  |  |
| Julie         | Myriam |           | Sophie  |           | Laurent   | Jean-Luc |        | Jérémy   | Béryl  | Alexandra | Yannick |       |          |          |          |          |         |       |        |            | Benoît     |  |  |
| Yannick       |        | Amandine  |         | Sandrine  |           |          |        | Lau      | Benoît | Candice   | Candice |       | Julie    |          |          |          |         |       |        |            |            |  |  |
| Alexandra     |        | Amandine  |         | Sandrine  |           |          |        | Lau      | Benoît | Julie     | Candice |       |          |          |          |          |         |       |        |            | Benoît     |  |  |
| Béryl         |        | Amandine  |         | Sandrine  |           |          |        | Lau      | Benoît | Jesta     |         |       |          |          |          |          |         |       |        |            | Benoît     |  |  |
| Lau           | Myriam |           | Sophie  |           | Laurent   | Jean-Luc |        | Jérémy   | Jérémy |           |         |       |          |          |          |          |         |       |        |            | Benoît     |  |  |
| Jérôme        |        | Amandine  |         | Sandrine  |           |          |        |          |        |           |         |       |          |          |          |          |         |       |        |            |            |  |  |
| Jean-Luc      |        | Amandine  |         | Sandrine  | Laurent   | Bruno    |        | Bruno    |        |           |         |       |          |          |          |          |         |       |        |            |            |  |  |
| Laurent       | Myriam |           | Sophie  |           | Julie     | Lau      |        |          |        |           |         |       |          |          |          |          |         |       |        |            |            |  |  |
| Sandrine      |        | Amandine  |         | Jean-Luc  |           |          |        | Jean-Luc |        |           |         |       |          |          |          |          |         |       |        |            |            |  |  |
| Sophie        | Myriam |           | Lau     |           | Lau       |          |        |          |        |           |         |       |          |          |          |          |         |       |        |            |            |  |  |
| Amandine      |        | Alexandra |         | Alexandra |           |          |        |          |        |           |         |       |          |          |          |          |         |       |        |            |            |  |  |
| Myriam        | Sophie |           | Laurent |           |           |          |        |          |        |           |         |       |          |          |          |          |         |       |        |            |            |  |  |
| Pénalité      |        |           |         |           |           |          |        |          |        |           |         |       |          | Jesta    |          |          |         |       |        |            |            |  |  |

## Résumés détaillés

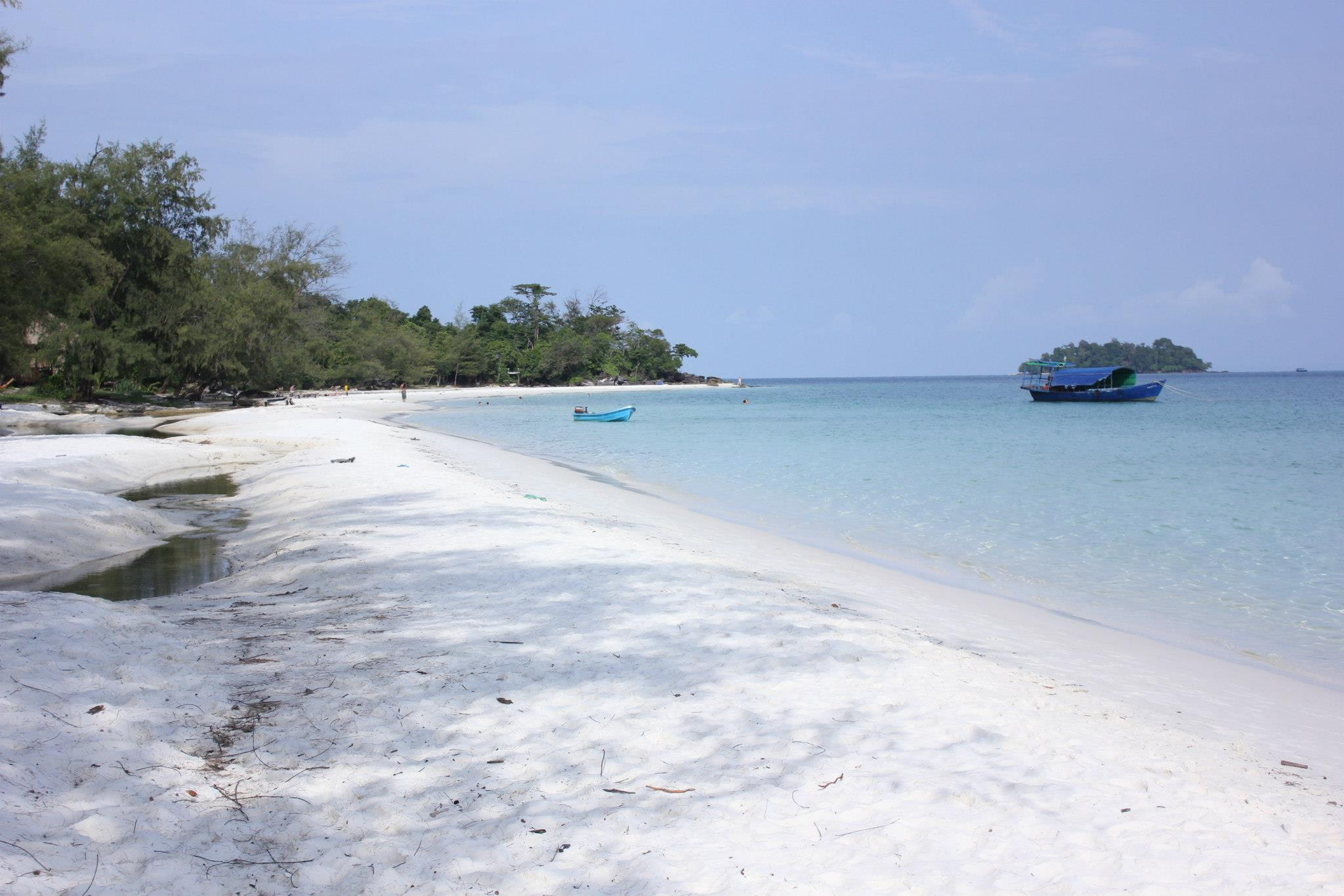
Plage de sable fin à Koh Rong au Cambodge.

- Si vous ne connaissez pas le sujet, laissez ce bandeau (vous pouvez alors contacter les auteurs).
- Si vous supprimez le contenu mis en cause (vous pouvez préalablement contacter les auteurs),

argumentez précisément cette suppression dans la page de discussion
(un manque de référence n'est pas un argument ; une recherche réelle de référence doit avoir été effectuée, être formellement documentée).

### 1erépisodele 26 août 2016: Découverte des aventuriers
Les 20 aventuriers sont dans un camion circulant sur une piste. Il s'arrête à proximité d'une rivière. Un message leur dit que celui qui trouve une pointe de flèche sur les rives de la rivière a une chance d'arriver directement en finale. Les aventuriers sont surpris mais partent à la recherche de cet embout de flèche dans la rivière boueuse peuplée de varans. Jean- Lus trouve la flèche. Il attire l'attention sur Sophie, qui arrive après les autres, en tirant derrière elle le radeau sur lequel les candidats ont posé leurs sacs. Denis Brogniart explique alors que Jean-Luc va passer 24 heures sur l'île au trésor et, que s'il trouve l'anneau d'or, il est sûr d'arriver à la finale (épreuve d'orientation).
Jean-Luc doit constituer 2 équipes de rouges et jaunes, et désigner le chef de l'équipe adverse. Il choisit Bruno comme chef de l'équipe adverse car ce sont les 2 aînés. Il constitue 2 équipes qu'il pense équilibrées. Bruno choisit de rejoindre l'équipe rouge (Sambor : Benoît, Bruno, Candice, Julie, Laurent, Lau, Ludivine, Myriam, Sophie, Stéphane), tandis que Jean-Luc dirigera l'équipe Jaune (Naga : Alexandra, Amandine, Béryl, Freddy, Jean-Luc, Jérémy, Jérôme, Jesta, Sandrine, Yannick).
Lors de l'épreuve de confort, les 2 équipes peuvent collecter des cadeaux (fruits, riz, planches, marmite...) le long d'un parcours d'obstacle, la première arrivée conserve tous les éléments de confort, et l'autre rien du tout. Les 2 équipes choisissent d'ignorer les fruits. Les jaunes récupèrent une marmite et une planche, alors que les rouges perdent du temps en essayant de dénouer une corde pour obtenir une marmite, qu'ils finissent par laisser. L'équipe jaune remporte l'épreuve avec notamment 3 kilos de riz, la marmite et 7 planches.
Les 2 équipes découvrent leur île respective avec de longues plages de sable fin, et commencent à s'organiser pour construire leur abri (après beaucoup de tergiversations chez les rouges), trouver l'eau et chercher de la nourriture, tandis que Jean-Luc va sur l'île au trésor. Il trouve 3 flèches sur les 10.
Au matin, les dissensions commencent chez les rouges. Sophie veut tresser des feuilles de palmier, alors que Benoit voudrait ne pas les tresser pour couvrir davantage de surface, elle trouve l'équipe très désorganisée, s'agace lorsque son avis n'est pas écouté et le fait savoir. Julie de son côté, est heureuse d'être là et manifeste un grand enthousiasme.
Jean-Luc rejoint son équipe sur la plage oú se déroule l'épreuve d'immunité. L'épreuve allie adresse (lancer de noix de coco où Julie excelle) et force. Deux binômes d'aventuriers doivent tenir chacun un panier en hauteur en tirant sur une corde, pendant que les autres aventuriers doivent lancer des noix de coco dans les paniers de l'équipe adverse pour les alourdir. Chez les jaunes, les bînomes de porteurs sont Jean-Luc avec Freddy et Yannick avec Jérôme, chez les Rouges, Lau avec Benoit et Bruno avec Sophie. L'épreuve est remportée par l'équipe jaune.
Au vu de la prestation de Sophie et Julie lors de l'épreuve, beaucoup d'aventuriers rouges, qui pensaient voter pour l'une ou l'autre, changent d'avis.
Chez les jaunes Jean-Luc découvre l'île, reprend son rôle de capitaine et les choses en main pour organiser le camp. Il recadre la taille de la cabane, trop ambitieuse.
Les rouges essaient de faire du feu pendant que Myriam et Sophie discutent en se prélassant dans l'eau. Elles aimeraient convaincre les autres de voter Julie. Le soir Sophie s'énerve que personne ne veuille dormir dans la cabane.
Le lendemain matin elle râle sur ceux qui n'ont pas fermé la marmite de coco. Myriam entre en campagne pour convaincre les autres de voter contre Sophie à cause de son mauvais caractère, mais sa performance de la veille inspire le respect à beaucoup. Benoît va la voir pour lui expliquer que ses réflexions pourraient lui porter préjudice, ce qui la touche.
Les jaunes Freddy et Yannick entreprennent de faire du feu, chacun les aide et ils finissent par y arriver.
Alors que les intentions de vote semblaient partagées entre Myriam, Sophie et Julie, c'est Myriam, à qui les rouges reprochent son inactivité, qui fait l'unanimité contre elle et est éliminée.

### 2eépisodele 2 septembre 2016: Bruno met le feu
Les jaunes comptent les rations de riz et Jérémy le cuit. Sa cuisine fait l'unanimité. Lors de l'épreuve de confort, à laquelle Alexandra ne participe pas, il faut amener un lourd porte-feu (120 kg) à travers un parcours d'obstacles, libérer une corde pour fabriquer une échelle, puis monter avec une torche allumer une vasque. Les 2 équipes sont au coude à coude, mais les rouges sont désorganisés sur le final. Jérémy allume le flambeau pour les jaunes, qui gagnent l'épreuve ; de plus Sophie étale en public ses critiques.
Les jaunes, ayant déjà le feu, gagnent du poisson, un gros vivanneau et Jean-Luc désigne Yannick pour aller sur l'île au trésor, où il trouve 5 balises.
Les rouges se réorganisent et désignent Lau pour les diriger lors des épreuves. Une réunion a lieu dans la mer pendant que Sophie s'isole à l'ombre. Lorsque les autres viennent lui faire part des décisions qu'ils ont prises, elle est vexée qu'on ne lui ai pas demandé son avis. Lau lui annonce qu'un partage des tâches a été institué et lui demande si elle veut faire partie de l'équipe d'exploration. Elle accepte, mais n'y va pas, ce qui énerve son équipe. Ils partent sans elle chercher de la nourriture, sans grand succès.
Les jeunes femmes jaunes ne se sentent pas très considérées par les plus agés. Ils partent en expédition et trouvent du manioc. Les jeunes femmes pensent que puisqu'ils ont mangé un gros poisson et trouvé du manioc, il serait opportun d'économiser le riz, mais les ainés décident de manger de tout le soir, et de recommencer le matin.
Bruno se lève en ayant pris la décision de finir la cabane et envoie tout le monde chercher du bois et des feuilles dans la forêt. Avant de partir disputer l'épreuve d'immunité, Lau endosse son rôle de leader et organise l'équipe.
Yannick rejoint l'équipe sur la plage oú se déroule l'épreuve, qui consiste à sauter à tour de rôle d'une structure sur la mer pour essayer d'attraper des bambous suspendus au-dessus de l'eau. C'est Jesta (rouge) qui ne participe pas. Ce sont les rouges l'emportent nettement, ayant attrapés leurs 11 bambous alors qu'il en reste 4 aux jaunes.
Chez les rouges, après un débriefing oú ils se félicitent et plaisantent sur le saut de Julie, Bruno, aidé de Ludivine, essaie de faire du feu avec la méthode de l'arc. Il y a une braise dans la touffe. Il souffle, ignore les conseils de ses coéquipiers et croit l'avoir perdue. Il abandonne la touffe mais Benoît, persévérant, récupère la touffe et l'agite, jusqu'à ce que les flammes le brûlent. En soufflant, Bruno réussit finalement à faire le feu, malgré son défaitisme initial et celui de Sophie. C'est la première fois dans Koh Lanta que les deux tribus réussissent à faire le feu.
Benoît a repéré un nid de chauves-souris sous un arbre et veut les manger. Il emmène Bruno mais celui-ci n'est pas emballé à l'idée de les tuer et les fait fuir.
Chez les jaunes, Amandine essaie de faire le toit de la cabane avec les autres filles, mais est exaspérée par les réflexions de Jean-Luc et de Jérémy. Les femmes sentent qu'elles sont en danger, mais toutes déclarent vouloir voter contre une femme.
La défaite des jaunes ne les empêche pas de s'offrir un nouveau festin avec du riz, du manioc et des crustacés (bien que certains voudraient rationner la nourriture) avant le conseil, où Amandine est éliminée par 7 voix contre 3 pour Alexandra.

### 3eépisodele 9 septembre 2016: Sophie, seule contre tous
Chez les rouges, Sophie, qui a veillé sur le feu toute la nuit avec Julie, est fatiguée et isolée. Elle trouve que les hommes devraient reconstituer le stock de bois mais décide de ne pas s'exprimer.
L'épreuve de confort consiste à rejoindre une plate-forme en contournant ses coéquipiers sur une poutre étroite sans tomber dans l'eau. Les jaunes ont adopté une bonne technique, ils se tiennent fermement par les bras. Les rouges se tiennent par les mains, sont moins stables et tombent beaucoup, notamment les deux doyens, Bruno et Sophie. Ils essaient plusieurs fois de changer de place sur la poutre, mais rien n'y fait, donc les jaunes l'emportent nettement (en 1 heure 32) et gagnent le droit de visiter un village de pêcheurs et un bon repas, sauf Béryl, désignée par Yannick pour aller sur l'île au trésor, elle y trouve 3 balises.
Denis annonce qu'un message secret est caché sur chacune des îles et peut donner un avantage personnel à celui qui le trouve. Julie le trouve chez les rouges et Alexandra chez les jaunes, le message indique qu'un collier d'immunité cessible sera caché lors de la prochaine épreuve, mais Julie, qui a caché le message dans son maillot de bain, le perd dans la mer et Benoît le trouve, le lit et le brule. Il annonce l'avoir trouvé pour que les autres ne se fatiguent pas à le chercher. Julie avoue l'avoir trouvé et craint d'être rejetée. Benoit lui dit que s'il trouve le collier il le partagera avec elle. Finalement ses coéquipiers ne lui tiennent pas rigueur de ne pas avoir révélé sa découverte.
Les jaunes sont accueillis par les villageois avec un barbecue de poissons et poulpes, avec des légumes et de la sauce très épicée. Ils jouent à un jeu traditionnel qui consiste à faire passer un baton aux autres joueurs avec les pieds.
Chez les rouges, Benoit trouve du sel dans un creux de rocher et pense qu'il s'agit de glace, mais Bruno lui indique de quoi il s'agit. Les deux hommes rapportent une pleine marmite de coquillages et de crabes, que Bruno cuisine en soupe. Malgré l'aspect peu engageant, le goût plait à tout le monde et Bruno est chaudement félicité. Les aventuriers repartent chercher de quoi manger, et Stéphane trouve des ramboutans et du manioc. Ils font leur premier vrai repas depuis leur arrivée.
Chez les jaunes, Alexandra a annoncé qu'elle avait trouvé le message, sans révéler sa teneur. Jean-Luc décrète qu'ayant bien mangé la veille, il ne mangeront pas, mais ses coéquipiers décident de faire quand même du riz. Une nouvelle explication avec Sophie, qui exaspère la plupart des rouges, éclate, et Sophie, qui ne comprend pas ce qu'on lui reproche, est blessée, car elle a l'impression d'avoir réussi à ne pas râler. Pour apaiser les tensions, Julie improvise une petite chorale avant d'aller se coucher.
Le lendemain matin, Sophie est triste, isolée et a des problèmes d'audition. Certains veulent l'épauler, d'autres décident de l'ignorer. Jean-Luc boîte depuis qu'il s'est blessé lors de la participation à un sport local avec les villageois, et est dispensé de l'épreuve d'immunité. L'épreuve consiste à délivrer un prisonnier (Candice chez les rouges et Béryl chez les jaunes) qui devra ensuite s'emparer d' un symbole en haut d'une tour, attaché à une corde entortillée autour des montants de la tour. Les rouges désignent Sophie pour ne pas participer afin que chaque équipe ait le même nombre de participants. Béryl est la première à récupérer le symbole, les jaunes gagnent ; Alexandra et Julie trouvent chacune un collier d'immunité, Julie le partage avec Benoît.
Les jaunes profitent de la journée pour améliorer le confort du campement, mais Jesta et Jérémy, toujours ensemble, font souvent bande à part, ce qui leur vaut quelques plaisanteries de la part des autres.
Lors du conseil, pour pallier la suprématie des jaunes, Denis offre 3 kg de riz aux rouges qui éliminent Sophie à l'unanimité ; à noter que Denis Brogniart n'a pas demandé si un candidat a un collier d'immunité, leur existence reste donc secrète pour la plupart des candidats.

### 4eépisodele 16 septembre 2016: Jesta et Jérémy s'isolent
Les rouges, soulagés de l'absence de Sophie, mangent leur première portion de riz mais elle est trop salée. Chez les jaunes, l'ambiance est morose. Sandrine ne supporte pas les bruits de mastication et la présence des autres le matin. Jesta essaie de faire un effort pour s'intégrer, mais elle et Jérémy sont de plus en plus souvent ensemble à l'écart du reste des Naga, ce qui agace leur chef Jean-Luc, qui leur lance des piques.
L'épreuve de confort consiste à faire tomber 8 cibles, situées à des distances entre 8 et 16 mètres, à l'aide d'une catapulte, afin de gagner un kit de pêche. C'est Béryl (jaune) qui ne participe pas à l'épreuve. Les jaunes gagnent encore. L'équipe jaune donne un plat de grosses crevettes aux rouges. Béryl choisit Jérémy pour aller sur l'île au trésor. Il trouve 3 balises.
Les rouges sont très déçus de leur défaite. Ils cuisinent les crevettes à la plancha. Benoit considère que ce cadeau leur a été fait parce qu'ils font pitié.
Les jaunes réussissent à capturer du poisson avec leur kit de pêche, PMT et harpons. Yannick et Béryl se fabriquent des cannes à pêche, Freddy et Alexandra partent chasser au harpon. Le premier poisson est attrapé par Béryl. Freddy et Alexandra ramènent un beau poisson perroquet.
Chez les rouges, Laurent et Bruno réfléchissent à une stratégie en cas de nouvelle défaite. Ils ont identifié un groupe dans le groupe (Lau, Benoit, Candice et Stéphane) et craignent de se retrouver en infériorité, mais ils pensent que le vote noir de Sophie est dirigé contre Lau et espèrent pouvoir convaincre Julie et Ludivine de voter comme eux. Au 10e soir, il y a un orage et leur abri n'est pas étanche, ils passent la nuit debout autour du feu. Julie positive en en profitant pour se doucher à l'eau claire.
Les jaunes se régalent de leur pêche, en taquinant Jesta sur l'absence de Jérémy.
Au matin, Benoit tue un petit lézard pour le manger, et s'amuse à faire peur à Candice, ce qui provoque l'hilarité. Les jaunes entreprennent d'améliorer le toit de leur cabane.
L'épreuve d'immunité est une nouvelle épreuve qui consiste à déplacer un lourd bélier à travers un parcours composé d'obstacles à détruire, puis de faire coulisser le bélier dans un labyrinthe. Jérémy, de retour de l'île au trésor, retrouve son équipe et Béryl ne participe pas, ayant perdu le tirage au sort. Après avoir mené depuis le début, les rouges l'emportent.
De retour sur le camp rouge, Bruno fabrique un paravent pour que les filles puissent se changer tranquillement.
Chez les jaunes, les femmes sentent que c'est encore l'une d'elles qui risque de partir, mais décident de voter les unes contre les autres. Jérémy et Jesta partent pêcher au harpon et Jérémy attrape un gros poisson. Leur complicité semble être au cœur de toutes les conversations de leurs coéquipiers. Jean-luc, très imposant et directif, agace les femmes et Sandrine ne se laisse pas faire. Son mal de dos donne un bon prétexte à Jean-Luc pour vouloir l'éliminer. Jérémy rapporte 4 gros poissons perroquet bleus.
Sur le camp rouge, Candice goûte du taro mal cuit et se brûle l'intérieur de la bouche. Julie s'occupe d'elle et lui chante des petites chansons.
Avant le conseil plusieurs noms ont été évoqués, dont Jesta, Alexandra et Sandrine. Jean-Luc reproche à Jérémy et Jesta leur proximité et leur manque de participation sur le camp. Les deux jeunes gens lui répondent que s'il n'est pas content c'est son problème et pas le leur, et Jérémy fait remarquer que Jean-Luc n'est pas toujours au top sur les épreuves. Il y a 6 voix contre Sandrine, 2 contre Alexandra et 1 contre Jean-Luc. C'est donc Sandrine , qui a mal au dos, qui est éliminée.
Denis n'a toujours pas demandé si un candidat avait un collier d'immunité.
Au niveau nourriture, le contraste est frappant entre les jaunes qui mangent pléthore de poissons capturés par Jérémy, chaleureusement assisté de Jesta, et les rouges qui se partagent à 8 un petit lézard ou se brûlent en mangeant du taro pas assez cuit.

### 5eépisodele 23 septembre 2016: Échange d'aventuriers
Jesta et Jérémy n'ont pas apprécié les réflexions sur leur proximité. Jean-Luc dit vouloir les réintégrer dans la famille jaune, mais sa façon de faire est de les tarabuster.
Chaque équipe trouve un coffre sur sa plage, avec des cordes et un mot les enjoignant de ficeler le plus solidement possible la corde autour du coffre. Les rouges se précipitent, se crient dessus, se gênent mutuellement et Stéphane se fait arracher un bout d'ongle de pied. Lau est obligé de calmer ses troupes. Les jaunes font leurs nœuds plus calmement.
Le jeu de confort commence. Les lourdes malles de 80 kg sont échangées et chaque équipe doit parcourir plusieurs obstacles en portant les malles, puis dénouer les nœuds et ouvrir le coffre. C'est encore une fois l'équipe Naga (jaune) qui remporte cette épreuve de confort et gagne une pizza par personne.
À l'issue du jeu, Denis Brogniard annonce que chaque tribu devra choisir un aventurier pour changer définitivement de camp, mais que ce transfuge sera intouchable lors du prochain conseil. Jean-Luc se choisit pour aller chez les rouges. Jérémy se propose d'aller à sa place mais Jean-Luc refuse. Tandis que chez les rouges, c'est Ludivine qui est sacrifiée pour aller chez les jaunes, alors que Julie et Benoît étaient volontaires.
Ludivine est bien accueillie chez les jaunes que dirige désormais Jérôme, tandis que Jean-Luc intègre les rouges avec la volonté affichée de semer la zizanie. Jérémy choisit Yannick pour retourner sur l'île au trésor, il repart à la 5e balise mais il ne trouve pas la 6e.
Aussitôt arrivé chez les rouges, Jean-Luc commence son entreprise de déstabilisation. Il annonce la couleur et affiche clairement sa volonté de les éliminer les uns après les autres, sauf ceux qu'il décidera de sauver. Ses réflexions blessent Julie mais ses rodomontades amusent aussi certains rouges. Benoit tue un serpent, qui est mangé et apprécié.
Les jaunes offrent une pizza à Ludivine, qui, ne se sentant plus rouge puisque rejetée par l' équipe, répond de bonne grâce aux questions qui lui sont posées et participe volontiers aux tâches communes.
L'épreuve d'immunité consiste à tirer une corde pour retenir une planche où se trouve une coéquipière. Bruno, piqué à la main par un animal inconnu, et Benoit, à cause du tirage au sort, ne participent pas chez les rouges, Jesta et Ludivine ne participent pas chez les jaunes. Candice et Béryl sont installées sur la planche. Au début il y a 5 tireurs mais Denis demande successivement à des tireurs de partir. À la fin il n'y a plus qu'un seul tireur. Quand Jean-Luc lâche la corde brutalement, Lau n'a pas assez de force pour la retenir et les rouges perdent encore. Des doutes s'installent sur l'honnêteté de Jean-Luc. Le désarroi de celui-ci touche Julie. Certains commencent à l'apprécier. Candice informe Lau que Bruno et Laurent envisagent de voter contre lui, ce qui pousse Lau à rallier d'autres membres de la tribu pour former une alliance secrète qui conduit à l'élimination de Laurent.

### 6eépisodele 30 septembre 2016: Épreuve surprise
Chez les jaunes, Ludivine s'intègre bien et participe à une pêche au harpon avec Jérémy. Jesta quant à elle pêche son premier poisson à la ligne avec Béryl.
Le jeu de confort consiste à réaliser un puzzle dont ils n'ont pas vu le modèle. 
Ludivine (jaune) est dispensée par tirage au sort. 
Chaque membre de l'équipe court dans un parcours, puis dispose de 2 minutes pour disposer
les pièces du puzzle, sauf le dernier candidat qui n'a pas de limite de temps. Benoît affronte Alexandra en finale mais ils bloquent. Au bout de 15 minutes, Denis les laisse regarder le modèle à reconstituer. Benoit permet aux rouges de gagner leur première victoire à un jeu de confort : ils peuvent téléphoner à leurs proches.
Yannick choisit Benoît pour aller sur l'île au trésor. Il progresse vite mais curieusement il trouve la 5e flèche avant la 4e et continue ainsi. En tout il trouve 9 des 10 flèches. Il est donc tout près du but et compte y revenir pour trouver l'anneau d'or.
Sur le camp jaune, c'est la consternation, mais Jérémy harponne 4 beaux poissons. Les anciens coéquipiers de Jean-Luc se demandent s'ils ne doivent pas perdre la prochaine immunité pour sauver leur leader et éliminer Ludivine mais finissent par y renoncer. Jérémy et Jesta sont toujours en retrait, ce qui focalise les critiques contre la jeune femme, qui se sent incomprise et envisage une alliance avec les rouges.
Chez les rouges, Julie pêche un gros bénitier. Jean-Luc est charmé par la joie de vivre et la fantaisie de la jeune femme, mais déclare souhaiter voir les plus jeunes des deux équipes gagner les 100 000 €, ce qui n'est pas du goût de Julie, qui finit par chanter la Marseillaise, à la stupéfaction amusée de toute l'équipe.
Le jeu d'immunité consiste à tirer une lourde nasse de 150 kg se trouvant au fond de l'eau après avoir libéré 8 bouées accrochées à des cordes nouées dans l'eau. Jean-Luc est exempté (blessure à la cuisse) et Ludivine tire une statuette noire pour la 3e fois, ainsi que Béryl. Les rouges prennent de l'avance car Candice, qui fait 2 passages, nage vite. Alexandra décroche une bouée, mais oublie de la ramener sur la plage et perd du temps. Quand il faut tirer la nasse, les rouges, qui mangent peu, sont exténués et les jaunes l'emportent. Après l'épreuve, Lau fait un malaise et passe quelques heures à l'infirmerie.
Sur le camp rouge Julie et Candice repartent à la chasse aux bénitiers, avec l'aide de Jean-Luc. Chez les jaunes, la deuxième contreperformance d'Alexandra n'a pas échappé à ses compagnons.
Une épreuve surprise d'immunité individuelle est organisée entre les rouges, pour que l'un d'entre eux puisse sauver sa peau. Elle consiste à courir puis marcher sur une étroite poutre de 6 mètres de long sans tomber, puis de lancer un grappin afin de ramener une pièce de bois. Malgré une blessure à la jambe Jean-Luc, menacé, rattrape son retard et est au coude à coude avec Stéphane. C'est Benoît qui l'emporte grâce à un beau coup de grappin.
Jean-Luc qui jouait les perturbateurs à son arrivée chez les rouges, commence à s'intégrer et à se faire des amis, notamment Candice et Julie. Il tente de nouer des alliances, et promet de trahir ses anciens coéquipiers jaunes mais les rouges l'éliminent, bien qu'à contre-cœur.

### 7eépisodele 14 octobre 2016: Réunification
L'épreuve de confort est l'épreuve des paresseux, qui consiste à rester accroché à une corde au-dessus de l'eau, le dernier à lâcher fait perdre son équipe. Alexandra et, pour la 4e fois consécutive, Ludivine, tirent la statuelle noire. Yannick (jaune) lache au bout de 5 minutes, suivi de Jérôme (jaune), Stéphane (rouge), Jesta (jaune), Lau (rouge), Bruno (rouge) 18 minutes, Jérémy (jaune), Freddy (jaune), Benoît (rouge) 35 minutes . Au bout d'une heure et quart, Béryl est la dernière des jaunes et n'en peut plus, alors que l'équipe des rouges a encore Julie et Candice suspendues. Les rouges gagnent des fruits, une salade de fruits et une douche.
Il n'y a pas de départ sur l'île au trésor à la suite de la réunification ayant lieu le lendemain. Les tribus doivent désigner un ambassadeur pour négocier l'élimination d'un candidat. S'ils n'y arrivent pas, l'un d'eux quittera l'aventure. Chez les jaunes, il y a quatre volontaires (Alexandra, Jérémy, Jérôme et Jesta). Ils donnent leurs arguments et après de longs débats, Jérémy décide d'être l'ambassadeur. Finalement, le lendemain, Jérôme décide de prendre sa place. Chez les rouges, personne n'est candidat et Julie est désignée à la courte paille.
Les rouges rejoignent l'île des jaunes, qui se dépêchent d'engloutir leur repas de poissons avant leur arrivée. Ils sont surpris que Julie soit l'ambassadeur. Jérémy et Jesta se précipitent pour les accueillir, ravis de voir de nouvelles personnes.
Lors du duel des ambassadeurs opposant Jérôme à Julie, aucun ne cède lors de la négociation. De ce fait, ils tirent au sort celui qui quittera l'aventure. Malheureusement pour Jérôme, il tire la boule noire, il est donc éliminé.
L'épreuve d'immunité individuelle est un jeu d'adresse. Elle consiste à mettre en équilibre sur une table à bascule sept pièces de bois. Bruno la remporte.
Lors du conseil, Benoît sort le collier d'immunité qu'il a trouvé avec Julie, mais cela ne sert à rien (il n'y a eu aucun vote contre lui). Lau, supposé le plus fort des ex-rouges, est éliminé.

### 8eépisodele 21 octobre 2016: L'anneau d'or

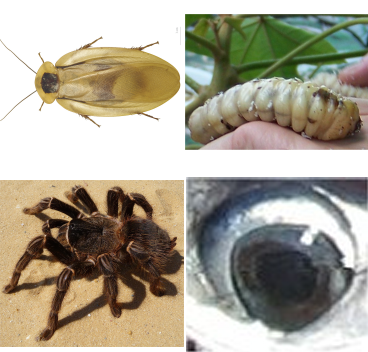
Les plats que les candidats devaient manger de gauche à droite et de haut en bas : une blatte, un ver de cocotier, une mygale et un œil de marlin.

Benoît s'excuse auprès de Julie pour avoir utilisé leur collier d'immunité, mais il pensait être en danger. Julie comprend et ne lui en veut pas.
L'épreuve de confort est celle de la dégustation. Elle se passe en deux temps : en premier, les 12 aventuriers doivent manger une grosse blatte non farcie ; les 3 plus rapides (Ludivine, Alexandra et Benoit) sont qualifiés pour la seconde manche. Cette seconde manche consiste à manger à la suite, et le plus vite possible, un ver de cocotier vivant, une mygale et un œil de marlin dont le cartilage est difficile à sectionner. C'est Benoit qui remporte l'épreuve. 
Il a le choix entre se rendre sur l'île au trésor et donner son confort à deux autres aventuriers, ou bien prendre le confort et donner la visite sur l'île au trésor à quelqu'un de son choix. Il désigne Alexandra et Ludivine, qui étaient arrivées juste derrière lui lors de l'épreuve, pour profiter du confort : une visite dans un village de Kampot situé à 150 km, où elles sont accueillies, calinent des bébés et des chiots, se lavent en plein air avec l'aide de femmes du village qui leur prêtent des vêtements, mangent en famille des plats locaux (crabes au poivre, crevettes, légumes), font connaissance avec des villageois qui les emmènent participer à la cueillette du poivre et rapportent des mangues et du poivre au camp oú elles font rêver leurs compagnons avec le récit de leurs aventures.
Benoît se rend donc sur l'île au trésor, où il avait déjà trouvé 9 balises, il trouve la dixième puis le coffre, il l'ouvre et trouve l'anneau d'or. Il est donc immunisé jusqu'à la finale, mais de retour sur le camp, il fait croire aux ex-jaunes qu'il n'a trouvé que 9 balises pour les inciter à voter contre lui au prochain conseil et neutraliser les votes.
Sur le camp, le choix de Benoit d'envoyer les deux femmes jaune au confort ne plait pas à Bruno et surtout à Stéphane, qui soupçonnent une stratégie. Candice le défend et affirme que le choix de Benoit a été fait au mérite. Stéphane essaie de se rapprocher des ex jaunes en allant pêcher avec eux, Candice s'initie au maniement du harpon avec Bruno, avec succès, et Béryl innove en tentant de pêcher à la ligne sous l'eau. Julie accompagne Jérémy pêcher au harpon.
L'épreuve d'immunité consiste à se maintenir en étoile (bras et jambes tendues) entre 2 planches quasiment verticales. Benoit tombe quasi immédiatement, tandis que Candice, impassible, gagne l'épreuve au bout de 1 heure et 3 minutes, après l'abandon de Stéphane qui a eu une crampe.
Tous les ex-rouges appliquent à merveille la stratégie de Benoît consistant à distiller de fausses informations aux ex-jaunes. Les rouges prétendent tous qu'ils pensent que Benoît n'a pas trouvé la bague. Malgré leurs hésitations et leurs doutes, les 7 jaunes votent contre Benoît, qu'ils considèrent être le plus fort. Les votes contre Benoit ayant été neutralisés grâce à l'anneau, c'est Béryl qui est éliminée.

### 9eépisodele 28 octobre 2016: Alexandra joue avec le feu
Lors de l'épreuve de confort, les blancs sont divisés en deux équipes de cinq personnes qui doivent se déplacer sur des tonneaux. Les chefs d'équipe, tirés au sort parmi les 11 aventuriers, sont Bruno et Ludivine. Bruno choisit Benoît, Stéphane, Candice puis Alexandra ; et Ludivine choisit Yannick, Freddy, Jérémy et Jesta. Chacune des équipes devant être de même nombre, l'un des aventuriers ne peut y participer. Julie n'est choisie par personne, car affaiblie, et retourne sur le camp. L'épreuve est remportée par l'équipe de Bruno qui partage de bons moments, cocktails sur une plage privée, repas (350 g de bœuf grillé chacun), chambre luxueuse avec jacuzzi dans un hôtel de Sihanoukville. Ce qui n'empêche pas les quatre ex-rouges de l'équipe d'envisager l'élimination d'Alexandra.
Julie, très peinée de n'avoir pas été choisie par les ex rouges, confie sa déception aux perdants. Jesta et Jérémy lui disent qu'à leurs yeux elle est pourtant meilleure qu'Alexandra sur les épreuves.
L'épreuve d'immunité se passe en deux temps : un parcours d'obstacle sur lequel les femmes et hommes sont séparés en deux groupes passant l'un après l'autre. Julie met un point d'honneur à terminer le parcours, afin de prouver qu'elle n'est pas si faible que les autres l'ont cru. Candice et Jérémy sortent vainqueurs de leur parcours. Ensuite une épreuve de lancer de masses sur trois cibles a lieu entre les deux vainqueurs. C'est Jérémy qui en sort immunisé.
Lors du conseil, Benoît et Jérémy sont donc immunisés, mais également Jesta, car à la suite d'un problème médical aux yeux, elle n'a pas participé à l'épreuve d'immunité, mais elle ne peut pas voter non plus. Les aventuriers seront donc 10 à pouvoir voter.
Alexandra, qui ne supporte pas Jesta, propose une alliance aux ex-rouges afin d'éliminer Julie puis Jesta la fois suivante. La plupart des ex-rouges en profitent pour lui faire croire qu'ils acceptent cette stratégie, alors qu'ils veulent voter contre Alexandra sans qu'elle ne sorte son collier d'immunité. Lorsqu'elle annonce son initiative aux ex jaunes, leur réaction est loin d'être enthousiaste et veulent toujours voter contre Candice. Les ex-rouges préviennent en outre Jesta et Jérémy des propositions d'Alexandra, les deux jeunes gens décident donc de voter avec eux contre Alexandra. Ils lui disent voter contre Julie qu'ils ne peuvent plus supporter. Ils doivent maintenant convaincre Julie, qui, toujours fachée, veut voter contre Bruno. Benoit arrive à lui faire entendre raison, non sans mal.
C'est donc avec 6 voix (les 5 ex-rouges + Jérémy, proche de Jesta, qui ne vote pas) contre elle qu'Alexandra, piégée et surprise, qui est éliminée au conseil sans avoir sorti son collier d'immunité. Elle rejoint donc Béryl et Lau pour le Jury final en tant que 3e membre.

### 10eépisodele 4 novembre 2016: Courrier des proches
Après le conseil, l'ensemble des aventuriers s'accorde à dire qu'Alexandra a mérité son élimination.
L'épreuve de confort consiste à enduire son corps de boue et de la récolter dans un seau afin de remplir celui-ci au maximum. Les aventuriers peuvent utiliser absolument toutes les parcelles de leur corps pour remplir leur seau (les cheveux longs et les grands gabarits sont donc un avantage). Jesta remplit le plus son seau et gagne un séjour chez une famille cultivatrice de noix de cajou. Elle peut choisir un autre candidat pour l'accompagner, et choisit Jérémy pour partager ce confort.
Ils sont accueillis par des enfants qui les emmènent cueillir des noix de cajou. Ils découvrent qu'il s'agit d'un fruit comestible en forme de petite poire, l'anacarde. Ils font griller les noix de cajou puis rencontrent des moines bouddhistes, et profitent d'un repas de riz, poulet, noix de cajou, légumes et sauce, avec la famille qui les héberge pour la nuit. Le lendemain ils déjeunent de riz et de fruits avant de repartir.
Pendant ce temps, les 8 aventuriers doivent déménager sur l'île des ex-rouges afin de découvrir une surprise. Celle-ci est un coffre dans lequel se trouve du courrier de leurs proches ; Stéphane, facteur de profession, décide de le distribuer à l'ensemble des aventuriers. Jesta et Jérémy découvriront le leur à leur retour. Après une longue marche, chargés des coffres et de toutes leurs affaires, ils retrouvent l'ancien camp des rouges, oú ils ont du mal à rallumer le feu à cause de l'humidité.
Durant la nuit, alors qu'il pleut, Stéphane voulant nourrir le feu, brûle le toit de la cabane. Au matin ils s'activent pour faire provision de bois et améliorer la cabane.
L'immunité consiste en un parcours en binôme : un candidat est aveuglé et l'autre le guide. Benoît et Candice ayant malheureusement pour eux pris un raccourci (ils n'ont pas suivi la corde sur un morceau du parcours), se retrouvent disqualifiés, alors qu'ils étaient initialement premiers. Ludivine et Yannick gagnent donc le parcours, ils doivent disputer la finale l'un contre l'autre. Les deux finalistes sont aveuglés et guidés par l'un des aventuriers ayant perdu. Ludivine choisit Freddy et Yannick est guidé par Stéphane. Ceux-ci doivent récupérer deux statuettes disposées sur la plage et les poser sur un bambou. Ludivine remporte cette immunité.
À leur retour, ils doivent réanimer leur feu qui s'était presque éteint. De nouvelles alliances se mettent en place, notamment entre les quatre plus jeunes, qui souhaitent se retrouver ensemble à l'orientation. Confrontés aux soupçons, ils nient. Freddy et Stéphane, qui ont passé la nuit à entretenir le feu, commencent à être agacés par le laisser-aller des autres aventuriers.
Les ex-jaunes ne parviennent pas à s'entendre pour voter contre la même personne, partageant leurs votes entre Candice et Julie, Jérémy votant contre Freddy, alors que les ex-rouges restent unis et éliminent Yannick.

### 11eépisodele 18 novembre 2016: Elimination surprise
La pluie froide et incessante de la mousson use les naufragés. Les relations sont tendues entre certains aventuriers.
L'épreuve de confort se déroule en trois tours. Le vainqueur pourra se reposer et se nourrir dans un hôtel avec piscine. À chaque tour, les aventuriers doivent effectuer un parcours avec un sac de 7 kg pour les hommes et 4 kg pour les femmes. Au premier tour, Jesta et Julie arrivent dernières et doivent transmettre leurs sacs. Jesta donne son fardeau à Stéphane, et Julie donne le sien à Jérémy. Au deuxième tour, plutôt que de creuser un trou, Stéphane attend que les autres aient creusé et emprunte celui creusé par Benoît. Benoît, Stéphane, Freddy et Ludivine se qualifient pour le dernier tour. Candice donne son sac à Ludivine, Jérémy ses 2 sacs à Freddy, Bruno donne son sac également à Freddy qui se retrouve chargé de 25 kg . Benoît, qui n'a qu'un sac, l'emporte. Il a alors le choix entre profiter du confort seul ou laisser tous les autres aventuriers profiter du confort. Il choisit d'en profiter seul.
Benoit arrive dans une chambre immense oú l'attend un jus de fruits et des fruits secs. Il se douche pour la 3e fois depuis le début du jeu, et lave ses vêtements avant de profiter de la piscine. Le repas se compose d'une salade de tomates, œufs durs, carottes rapées, et d'un poulet roti avec des spaguettis, plus une grosse part de gateau au chocolat.
Sur le chemin du retour sur leur camp, les perdants trouvent des fruits de pandanus. Freddy est désabusé de l'attitude de Jérémy qui lui a transmis ses sacs lors de l'épreuve alors qu'ils sont tous d'eux d'anciens jaunes. Bruno motive tout le monde pour aller couper du bois. Jesta et Jérémy commencent à ne plus se supporter. Les femmes se sont dévouées pour assurer la surveillance du feu pour laisser Bruno, Freddy et Stephane se reposer. Le stock de riz arrive à sa fin.
Le lendemain, les aventuriers sont appelés à une épreuve, qu'ils croient être celle d'immunité, mais c'est en fait une épreuve éliminatoire. C'est une épreuve d'adresse, elle consiste à récupérer 3 bouées en mer à l'aide d'une touline à partir d'une plateforme flottante individuelle très instable. Le dernier sera éliminé immédiatement. Benoît, qui revient tout juste de son confort est exempté grâce à son anneau d'or. Julie arrive dernière et est éliminée. Elle s'en va avec le sourire et fière de son aventure. Toujours positive et de bonne humeur, la jeune femme était appréciée de tous.
L'épreuve d'immunité consiste à rester le plus longtemps penché au-dessus de l'eau, accroché les mains dans le dos à un trapèze. À intervalles réguliers, la corde du trapèze va s'allonger, augmentant la difficulté de l'épreuve. La première à lâcher est Ludivine, suivie de Freddy, Jesta, au bout d'une vingtaine de minutes, puis Bruno (25 min), Jérémy (27 min), Benoit, et enfin Candice. C'est Stéphane qui gagne l'immunité.
Le conseil a lieu de jour tout de suite après cette épreuve. Le débriefing de Denis Brogniart se fait après le vote mais avant le dépouillement. Jesta vote contre Ludivine, Jérémy et Benoit contre Freddy mais c'est Jérémy, qui s'est isolé à cause d'une baisse de moral et estimé dangereux, qui est éliminé.

### 12eépisodele 25 novembre 2016: Tensions entre les ex-rouges
On apprend que Yannick a quitté la résidence du jury final pour rentrer en France pour raisons familiales et ne sera donc pas membre du jury.
Stéphane et Bruno envisagent d'éliminer Candice, qu'ils considèrent comme la plus dangereuse, avant la finale, au bénéfice de Ludivine, qui leur fait moins peur.
L'épreuve de confort consiste à faire tenir en équilibre 2 poteries situées au bout d'une bascule en bois, maintenue à l'autre bout par le pied. Le dernier aura la récompense. Cette épreuve se déroule sur la plage de l'île des candidats en l'absence de Denis Brogniart, les candidats s'arbitrent donc entre eux. Freddy ne tient que 25 secondes, Bruno 1 minute, Benoit 6 minutes. C'est ensuite Ludivine qui flanche, puis Jesta, après 20 minutes. Candice gagne contre Stéphane et choisit Benoît pour partager un petit déjeuner qu'ils cuisinent eux-mêmes. Fruits, fromage, bacon, gateaux, jus de fruits, thé, café, chocolat, pains, gaufres, œufs, pate à crêpes, les attendent sur une grande table sur la plage.
Pendant ce temps, un message invite les autres aventuriers à construire un radeau pour que Stéphane et Bruno puissent partir en expédition chercher de la nourriture. Ils accostent sur une île voisine où ils trouvent des bananes, du manioc et des habitations abandonnées avec une nasse, un sac de lentilles et un filet de pêche. Ils trouvent aussi des allumettes leur permettant de faire du feu et un repas avant de passer la nuit sur place.
Stéphane a dit à Freddy qu'il sera éliminé lors du prochain conseil et lui a proposé de mettre Jesta comme vote noir quand il sortira. Cela crée des tensions puisque Freddy en a parlé à Jesta. D'autant que plus tôt, Stéphane avait dit à Bruno qu'il comptait éliminer Candice au prochain conseil, la jugeant trop dangereuse à l'épreuve des poteaux. Malheureusement pour lui, Jesta qui passait par là, avait tout entendu et était allée prévenir Candice (avec qui elle a beaucoup d'affinités) et Benoit. Stéphane s'est ainsi mis la quasi-totalité des ex-rouges à dos.
L'épreuve d'immunité consiste à récupérer 3 groupes de 5 pièces puis reconstituer un puzzle. Le premier sera immunisé tandis que le dernier aura une voix de plus contre lui lors du conseil. Candice remporte l'épreuve, Benoît et Jesta ne trouvent pas la solution, mais comme Benoit est intouchable, Jesta doit écrire son nom sur un bulletin.
Lors du conseil, il y a eu égalité : 4 voix contre Stéphane et 4 voix contre Freddy. Un nouveau vote est fait sans tenir compte du vote noir de Jérémy contre Freddy, ni du vote de Jesta contre elle-même. Stéphane est éliminé, il paie sa stratégie douteuse.

### 13eépisodele 2 décembre 2016: Sprint avant la finale
Cet épisode est le dernier avant la finale.
Lors de l'épreuve de confort, la célèbre épreuve du tir à l'arc, les proches des aventuriers viennent leur rendre visite. La récompense est de partager un moment avec un membre de sa famille dans une belle cabane située sur une petite île. Freddy voit son rêve s'écrouler en premier, puis Candice, Bruno et enfin Benoît. Jesta et Ludivine sont finalistes bien qu'elles n'aient pratiquement jamais mené le jeu. Pour la finale, les deux finalistes doivent lancer 3 flèches.
Ludivine l'emporte et part avec sa mère. Elles arrivent devant un petit pavillon de plage avec une douche extérieure et un petit cocktail. Sa maman lui lave les cheveux et ses vêtements. Elles profitent d'une variété de petits plats cambodgiens accompagnés de riz et des fruits locaux, avant d'aller se reposer dans une chambre ouverte sur la plage. Le lendemain matin, devant un énorme buffet de petit déjeuner, sa maman lui conseille de ne pas trop manger.
Sur le camp, Bruno ramène deux beaux poissons perroquet que les aventuriers degustent devant le coucher de soleil. Le lendemain matin est pluvieux et la nourriture commence à manquer.
L'épreuve d'immunité arrive ensuite. L'enjeu est simple : faire un parcours sur des poutres et des ponts flottants. À chaque fois, l'aventurier arrivé dernier n'est pas qualifié pour la suite. La première manche est remportée par Benoît, suivi de Freddy et de Candice, Bruno et Jesta ferme la marche. À l'issue de la première manche (une simple poutre), Ludivine est éliminée. La seconde manche (une échelle instable, fait travailler les cuisses) est remportée une nouvelle fois par Benoît, suivi très rapidement par Candice et de Freddy. Jesta ferme une nouvelle fois la marche et empêche Bruno d'obtenir une place directe en finale. La troisième manche, qui consiste à traverser un rondin flontant qui doit être en contact uniquement avec les pieds, est remportée par l'équilibriste Benoît, puis Candice et enfin Freddy. La quatrième manche est remportée par Benoît qui semble à l'aise sur ces poutres et suivi par Freddy. Les deux finalistes sont donc Freddy et Benoît. C'est finalement, contre toute attente, Freddy qui gagne l'épreuve. À l'issue de l'épreuve, nous connaissons donc 2 des 5 finalistes (Benoît après avoir trouvé l'anneau d'or et Freddy en remportant l'ultime épreuve d'immunité).
À l'approche du conseil, Bruno se sent fortement menacé. Jesta et Candice ont décidé normalement de voter contre lui. Mais le conseil ne se passe pas comme prévu. C'est finalement Ludivine qui est éliminée avec 4 votes contre elle, Candice et Jesta ayant finalement changé d'avis. Les cinq finalistes sont donc Benoît, Bruno, Candice, Freddy et Jesta.

### 14eépisodele 9 décembre 2016: Un couple en finale
Cette année, il y a 5 aventuriers à la traditionnelle épreuve d'orientation, les 3 premiers à trouver un poignard se qualifieront pour l'épreuve des poteaux.
Freddy trouve l'arbre échoué mais Bruno aussi et ce dernier trouve la balise en premier. Bruno commence à compter les pas vers le poignard pendant que Freddy trouve la balise et part voir la direction correspondant à la couleur au niveau du départ. Freddy ne sait pas se servir de la boussole et part dans la direction opposée. En se rapprochant de Bruno, il trouve le poignard avant lui.
Jesta trouve la balise bien qu'elle n'ait pas trouvé le rocher coquillage. Candice cherche dans la même zone. Jesta part dans la bonne direction à partir de la balise mais ne marche pas droit. Elle trouve le poignard en second.
Benoît trouve l'indice en premier puis la balise mais prend du temps pour trouver le poignard qu'il trouve en troisième position.
Freddy, Jesta et Benoît s'affrontent lors de l'épreuve des poteaux. Jesta souffre d'une conjonctivite. Le support est réduit après 1 heure 30. 1 heure plus tard, il faut tenir sur un support rectangulaire de 10x16 cm. Freddy tombe en premier après 2 heures et 53 minutes. Benoît l'emporte au bout de 3 heures et 3 minutes. Il choisit Jesta pour l'accompagner en finale.
Benoît gagne cette édition avec la totalité des votes en sa faveur. Il est ainsi le quatrième gagnant de Koh-Lanta à faire un grand chelem après Philippe lors de la saison 4, Clémence lors de la saison 5 et Laurent lors de la Nouvelle Édition.

## Audiences
| Émission    | Jour et horaire de diffusion             | Nombre de téléspectateurs | Part de marché sur les 4 ans et plus | Référence |
| ----------- | ---------------------------------------- | ------------------------- | ------------------------------------ | --------- |
| 1           | Vendredi 26 août 2016 (20:55-23:25)      | 5 450 000                 | 30,7 %                               | [ 9 ]     |
| 2           | Vendredi 2 septembre 2016 (20:55-23:15)  | 5 698 000                 | 28,3 %                               | [ 10 ]    |
| 3           | Vendredi 9 septembre 2016 (20:55-23:20)  | 5 399 000                 | 26,9 %                               | [ 11 ]    |
| 4           | Vendredi 16 septembre 2016 (20:55-23:15) | 5 706 000                 | 26,9 %                               | [ 12 ]    |
| 5           | Vendredi 23 septembre 2016 (20:55-23:15) | 5 528 000                 | 26,8 %                               | [ 13 ]    |
| 6           | Vendredi 30 septembre 2016 (20:55-23:30) | 5 654 000                 | 27,6 %                               | [ 14 ]    |
| 7           | Vendredi 14 octobre 2016 (20:55-23:30)   | 5 399 000                 | 24,9 %                               | [ 15 ]    |
| 8           | Vendredi 21 octobre 2016 (20:55-23:25)   | 6 265 000                 | 28,3 %                               | [ 16 ]    |
| 9           | Vendredi 28 octobre 2016 (20:55-23:25)   | 5 809 000                 | 27,8 %                               | [ 17 ]    |
| 10          | Vendredi 4 novembre 2016 (20:55-23:25)   | 6 054 000                 | 26,7 %                               | [ 18 ]    |
| 11          | Vendredi 18 novembre 2016 (20:55-23:25)  | 5 542 000                 | 24,7 %                               | [ 19 ]    |
| 12          | Vendredi 25 novembre 2016 (20:55-23:25)  | 5 718 000                 | 25,8 %                               | [ 20 ]    |
| 13          | Vendredi 2 décembre 2016 (20:55-23:25)   | 5 438 000                 | 24,8 %                               | [ 21 ]    |
| 14 (Finale) | Vendredi 9 décembre 2016 (20:55-00:00)   | 6 577 000                 | 32,6 %                               | [ 22 ]    |

Légende :
- plus hauts scores d'audiences
- plus bas scores d'audiences